# Věnceslav
Věnceslav je mužské křestní jméno slovanského původu s významem Více slavný. Podle českého kalendáře má svátek 13. února. Později se z tohoto jména vyvinula také modernější forma Václav.

## Obdoby jména
V angličtině existuje jeho obdoba, Wenceslas či Wenceslaus, řidčeji latinská podoba Wenceslavs (Wenceslas Square – Václavské náměstí, Good King Wenceslaus – Svatý Václav, dobrý král). V ruštině, ukrajinštině a příbuzných jazycích existuje obdoba Věnceslava – Вячеслав /Vjačeslav/.
Z tohoto jména se vyvinula také modernější a dlouho už o mnoho rozšířenější obdoba Václav, v které zůstala jako odraz původního Věnceslava také její domácká obdoba Venca. Existuje také ženská obdoba Věnceslava.

## Známí nositelé jména
- Věnceslav Černý – český malíř a ilustrátor
- Věněk Šilhán – československý ekonom

## Statistické údaje
Následující tabulka uvádí četnost jména v ČR a pořadí mezi mužskými jmény ve srovnání dvou roků, pro které jsou dostupné údaje MV ČR – lze z ní tedy vysledovat trend v užívání tohoto jména:
| Rok  | Četnost | Pořadí | Srovnání |
| 1999 | 74      | 403.   | —        |
| 2002 | 70      | 405.   | o 4 hůře |
| 2006 | 62      | 674.   | o 8 hůře |

Změna procentního zastoupení tohoto jména mezi žijícími muži v ČR (tj. procentní změna se započítáním celkového úbytku mužů v ČR za sledované tři roky 1999-2002) je –4,7%, což svědčí o poměrně značném poklesu obliby tohoto jména.